# Lance Hill (Fußballspieler)
Lance Christopher Hill (* 17. Februar 1972 im Dallas County, Texas) ist ein ehemaliger US-amerikanischer Fußballspieler, der auf der Position eines Stürmers zum Einsatz kam. Nachdem er nur kurzzeitig im Profifußball in Erscheinung getreten war, war er danach von 1997 bis 2009 bei IBM angestellt, arbeitete von 2008 bis 2020 bei Microsoft, war von August 2020 bis Mai 2022 für Amazon Web Services tätig und ist seit Mai 2022 beim Technologiekonzern ServiceNow engagiert.

## Leben und Karriere

### College-Fußball
Lance Hill wurde am 17. Februar 1972 als Sohn von Rebecca Hill im Dallas County im US-Bundesstaat Texas geboren; über seine frühe Karriere als Fußballspieler ist nur wenig bekannt. Im Jahre 1990 wechselte der damals 18-Jährige von der High School an die Creighton University nach Omaha im US-Bundesstaat Nebraska, wo er parallel zu seinem Wirtschaftsstudium auch für die Herrenfußballmannschaft der Creighton Bluejays, der universitätseigenen Sportabteilung, zum Einsatz kam. Während seiner Zeit an der Universität fiel er als offensiv gefährlicher Spieler auf und fuhr im Laufe seiner dortigen Karriere mit der Mannschaft, sowie auch individuell, einige Erfolge ein. In seinen fünf Jahren mit den Creighton Bluejays kam Hill auf 72 Siege, 19 Niederlagen, sowie sieben Unentschieden; nur zwei Spiele der Missouri Valley Conference wurden verloren. Des Weiteren stellte er einen neuen NCAA-Rekord auf, da er seine Mannschaft in all den fünf Jahren als Mannschaftskapitän anführte. Als solcher führte er sein Team in drei NCAA Division I Men’s Soccer Tournaments (1992, 1993 und 1994). Nach einigen Jahren ohne einer eigenen Fußballmannschaft war Hill einer der Pionierspieler des im Jahre 1990 wiederauferstandenen Fußballprogramms der Creighton. Nach der Wiederaufnahme des Spielbetrieb im Tranquility Park im Westen von Omaha im Jahre 1990, nahm die Mannschaft ab dem darauffolgenden Jahr am Spielbetrieb der neuen MVC-Liga teil. Als eine der besten Mannschaften der Conference schafften es die Creighton Bluejays jedoch nicht sich über das Missouri Valley Conference Men’s Soccer Tournament 1991 für das NCAA Division I Men’s Soccer Tournament 1991 zu qualifizieren. Dies änderte sich jedoch im darauffolgenden Jahr, als die Mannschaft Conference-Champion wurde und sich somit erstmals in der Geschichte des Fußballprogramms an der Creighton für das NCAA Division I Men’s Soccer Tournament qualifizierte. Lance Hill wurde im Jahre 1991 für seine Leistungen ins NSCAA-All-Region-First-Team gewählt, außerdem war er in diesem Jahr im MVC-All-Conference-First-Team.
Beim Turnier des Jahres 1992 stieg die Mannschaft in der zweiten Runde ein, unterlag in dieser jedoch der Southern Methodist University knapp mit 0:1. Wiederum ein Jahr später schafften die Bluejays nach einem Finalsieg im Missouri Valley Conference Men’s Soccer Tournament 1993 über die University of Tulsa den abermaligen Einzug ins NCAA Division I Men’s Soccer Tournament. Hierbei stieg die Mannschaft bereits in der ersten Runde gegen die von Lou Sagastume trainierten Air Force Falcons der United States Air Force Academy ein und unterlag gegen dieses Team erst in der Verlängerung mit 1:2. Am Ende dieses Spieljahres hatte es Hill auf Wahlen ins MVC-All-Conference-First-Team, sowie ins NSCAA-All-Region-Second-Team gebracht. Des Weiteren hatte er es am 19. September 1993 beim Spiel gegen die University of Nevada, Las Vegas zu vier Treffern gebracht, womit er heute (Stand: 2020) noch immer zusammen mit einer Reihe anderer Spieler diese Statistik in der Herrenfußballmannschaft der Creighton Bluejays anführt. In der Statistik mit den meisten Scorerpunkten rangiert er mit einer Reihe weiterer Spieler auf dem zweiten Platz (Stand: 2020). Landesweit hatten es die Bluejays in diesem Jahr im Ranking auf den ersten Platz gebracht.
In seinem mittlerweile fünften Spieljahr bei den Bluejays dominierte die von Bob Warming trainierte Truppe abermals die MVC und schaffte nach einem 1:0-Finalsieg über die Drake Bulldogs von der Drake University im Missouri Valley Conference Men’s Soccer Tournament 1994 den Einzug in die erste Runde des NCAA Division I Men’s Soccer Tournaments 1994. Dort gewann das Team zuerst das Spiel gegen die Saint Louis Billikens von der Saint Louis University mit 2:1, schied dann jedoch in der zweiten Runde knapp mit 0:1 gegen die Indiana Hoosiers von der Indiana University Bloomington aus. In diesem Jahr erzielte Hill auch eines der schnellsten Tore für die Creighton University, als er am 5. November 1994 beim Spiel gegen die Missouri State University nach gerade einmal 30 Sekunden den 1:0-Führungstreffer für seine Mannschaft beisteuerte. Damit rangiert er noch heute (Stand: 2020) auf dem dritten Platz der Creighton. Am Ende des Jahres erhielt er aufgrund seiner erbrachten Leistungen eine Honorable Mention der MVC, wurde von der MVC ins Conference-All-Tournament-Team gewählt und war ein NSCAA-All-Region-Player (All-Midwest-First-Team). Am Ende hatte es Hill bei all seinen Einsätzen auf 21 Tore, sowie auf 20 Assists gebracht und schloss sein Studium an der Creighton mit einem Bachelor of Business Administration in Finance ab.

### Kurze Profikarriere und Start ins Berufsleben
Nach dem Abschluss seiner College-Laufbahn wechselte er zu den New Orleans Riverboat Gamblers, einem Franchise mit Spielbetrieb in der United States Interregional Soccer League, kurz USISL. Dort trat er unter Mike Jeffries als Stammkraft in der Offensive in Erscheinung und belegte am Ende der zu diesem Zeitpunkt noch drittklassigen Profiliga mit der Mannschaft den fünften Platz im South Central District in der regulären Saison. Somit schaffte es das Team nicht in die saisonabschließenden Play-offs und konnte sich in diesem Jahr auch nicht für den Lamar Hunt U.S. Open Cup qualifizieren. Obgleich der weniger zufriedenstellenden Mannschaftsleistung wurde Hill am Ende des Spieljahres zum USISL South Central District Rookie of the Year gewählt und war im All-Star-First-Team. Im Februar 1996 wurde er als insgesamt 102. Pick in der elften Runde des MLS Inaugural Player Drafts 1996, über den erstmals Spieler auf die zehn Mannschaften der in diesem Jahr ihren Spielbetrieb aufnehmenden Major League Soccer verteilt wurden, zu den Colorado Rapids gedraftet. Nachdem er vom Franchise jedoch keinen Vertrag angeboten bekommen hatte, verließ er dieses umgehend wieder und startete in sein Berufsleben.
Von Februar 1997 bis Oktober 1999 arbeitete er als Client Representative bei IBM, wo er danach zum Senior Client Executive aufstieg, eine Position, die er bis Dezember 2005 innehatte. Danach fungierte er von Januar 2006 bis Dezember 2009 bei IBM als Sales Specialist – Asset Recovery Solutions. Bereits ein Jahr zuvor hatte er seine Tätigkeit bei Microsoft aufgenommen, wo er anfangs bis Juni 2010 als Solution Sales Professional – Biz Productivity arbeitete und bereits im Juli 2009 seine Tätigkeit als Corporate Territory Manager, die er bis zum Wechsel seines Dienstgebers innehatte, aufnahm. Parallel dazu war Hill von Januar 2016 bis Juni 2017 Channel Executive, danach von Juli 2017 bis Juni 2018 Partner Development Manager und von Juli 2018 bis August 2020 Director im Bereich Enterprise Services Solutions. Von August 2020 bis Mai 2022 war er als Global Principal Partner Development Manager bei der Amazon-Tochter Amazon Web Services angestellt und erhielt im Mai 2022 eine Anstellung als Client Director beim Technologiekonzern ServiceNow.
Neben seiner beruflichen Laufbahn trat er auch noch einige Jahre als Fußballspieler auf Amateur- bzw. semiprofessioneller Ebene in Erscheinung. So nahm er unter anderem im Jahre 2004 mit dem Legends FC aus der North Texas Premier Soccer Association am Lamar Hunt U.S. Open Cup 2004 teil und schied in diesem mit seiner Mannschaft bereits in der ersten Runde gegen die aus derselben Region kommenden DFW Tornados aus.
Auch nach seinem Abgang von der Creighton University engagierte er sich weiter für ebendiese. So war er unter anderem von September 2001 bis Mai 2004 Mitglied des National Alumni Board der Creighton sowie im gleichen Zeitraum Präsident der Dallas Creighton Alumni Association. Noch heute tritt er als Unterstützer und Mitglied dieser Organisationen in Erscheinung. Des Weiteren nahm er an der Peanut Gallery, einer Organisation, die sich für einen gesunden Lebensstil für Kinder einsetzt, teil und war Teilnehmer an diversen Fundraising-Kampagnen seiner Alma Mater. Am 4. April 2007 wurde er als fünftes Mitglied aus dem Fußballprogramm der Creighton in die Creighton Athletic Hall of Fame aufgenommen.